# It-pièce
It piece ou It-pièce est un néologisme d'origine anglaise, qui désigne un article suscitant l'attention des médias de façon subite et parfois temporaire. Dans ce mot, « It » est un pronom complément direct neutre singulier anglais qu'on peut traduire par « le » ou bien « ça ». Une it-pièce est donc un « article de mode qui est ça ». « Ça » étant quelque chose d'indéfinissable et de magnétique, une spécificité, une qualité d'ordre physique, intellectuel ou moral, une attitude, un style (vestimentaire notamment), qui fait que l'attention du plus grand nombre se polarise sur cet article.  
It-pièce est dérivé du terme It girl inventé en 1926 par l'auteure Elinor Glyn qui l'a utilisé ensuite pour désigner l'actrice Clara Bow. 
Le terme "It" et la It girl qui en résulte, est inventé en 1926 par la romancière et scénariste anglaise Elinor Glyn dans une histoire parue dans le magazine Cosmopolitan. Clara Bow, l'un des premiers sex-symbol du cinema muet devient ainsi l'incarnation du fameux It décrit dans l'histoire de Elinor Glyn , ou autrement dit le sex appeal version années folles. 
Devenir une It-girl est l'aboutissement de nombreuses jeunes fashionistas du XXIeme siècle et les magazines féminins débordent de conseils en ce sens,.